# Mistrzowie świata motocyklistów motocyklowych mistrzostw świata w klasie 500 cm³/MotoGP
Tytuł mistrza świata motocyklistów w motocyklowych mistrzostwach świata w klasie 500 cm³/MotoGP – przyznawany przez FIM po zakończeniu sezonu, otrzymuje motocyklista, który uzyskał największą liczbę punktów w ciągu całego sezonu. Po raz pierwszy tytuł mistrza świata motocyklistów przyznano w sezonie 1949, a wywalczył go brytyjski motocyklista Leslie Graham. Rekordzistą pod względem zdobytych tytułów jest Giacomo Agostini, który ma ich osiem. Honda jest liderem pod względem zdobytych tytułów w klasyfikacji konstruktorów, posiadając ich dwadzieścia jeden. W sezonie 2002 klasa 500 cm³ został zmieniona na klasę MotoGP o specyfikacji silnika czterosuwowego o pojemności 990 cm³. W 2007 FIM ograniczyła pojemności silników do 800 cm³; zmiana ta obowiązywała przez 5 sezonów. Począwszy od sezonu 2012 zwiększono maksymalną pojemność silników do 1000 cm³. Równolegle przy okazji wyścigów, trwa również rywalizacja pomiędzy firmami konstrukcyjnymi, konkurującymi między sobą o tytuł mistrza świata konstruktorów.

## Według roku
Jako pierwszy tytuł mistrza świata zdobył Brytyjczyk Leslie Graham. Najczęściej po tytuł sięgali Włosi – dwadzieścia razy. Najwięcej tytułów z rzędu zdobył Giacomo Agostini – siedem mistrzostw świata. Jak do tej pory, w klasyfikacji generalnej zwyciężali reprezentanci: Australii, Federacji Rodezji i Niasy, Hiszpanii, USA, Wielkiej Brytanii oraz Włoch. W klasyfikacji konstruktorów najczęściej triumfowała japońska firma Honda.
| † | Tytuł zdobyty także w klasie 350 cm³ |
| * | Tytuł zdobyty także w klasie 250 cm³ |

| Sezon | Mistrz świata motocyklistów | Konstruktor | Wicemistrz świata motocyklistów | II wicemistrz świata motocyklistów | Mistrz świata konstruktorów |
| ----- | --------------------------- | ----------- | ------------------------------- | ---------------------------------- | --------------------------- |
| 2024  | Jorge Martin                | Ducati      | Francesco Bagnaia               | Marc Marquez                       | Ducati                      |
| 2023  | Francesco Bagnaia           | Ducati      | Jorge Martin                    | Marco Bezzecchi                    | Ducati                      |
| 2022  | Francesco Bagnaia           | Ducati      | Fabio Quartararo                | Enea Bastianini                    | Ducati                      |
| 2021  | Fabio Quartararo            | Yamaha      | Francesco Bagnaia               | Joan Mir                           | Ducati                      |
| 2020  | Joan Mir                    | Suzuki      | Franco Morbidelli               | Alex Rins                          | Ducati                      |
| 2019  | Marc Márquez                | Honda       | Andrea Dovizioso                | Maverick Viñales                   | Honda                       |
| 2018  | Marc Márquez                | Honda       | Andrea Dovizioso                | Valentino Rossi                    | Honda                       |
| 2017  | Marc Márquez                | Honda       | Andrea Dovizioso                | Maverick Viñales                   | Honda                       |
| 2016  | Marc Márquez                | Honda       | Valentino Rossi                 | Jorge Lorenzo                      | Honda                       |
| 2015  | Jorge Lorenzo               | Yamaha      | Valentino Rossi                 | Marc Márquez                       | Yamaha                      |
| 2014  | Marc Márquez                | Honda       | Valentino Rossi                 | Jorge Lorenzo                      | Honda                       |
| 2013  | Marc Márquez                | Honda       | Jorge Lorenzo                   | Daniel Pedrosa                     | Honda                       |
| 2012  | Jorge Lorenzo               | Yamaha      | Daniel Pedrosa                  | Casey Stoner                       | Honda                       |
| 2011  | Casey Stoner                | Honda       | Jorge Lorenzo                   | Andrea Dovizioso                   | Honda                       |
| 2010  | Jorge Lorenzo               | Yamaha      | Daniel Pedrosa                  | Valentino Rossi                    | Yamaha                      |
| 2009  | Valentino Rossi             | Yamaha      | Jorge Lorenzo                   | Daniel Pedrosa                     | Yamaha                      |
| 2008  | Valentino Rossi             | Yamaha      | Casey Stoner                    | Daniel Pedrosa                     | Yamaha                      |
| 2007  | Casey Stoner                | Ducati      | Daniel Pedrosa                  | Valentino Rossi                    | Ducati                      |
| 2006  | Nicky Hayden†               | Honda       | Valentino Rossi                 | Loris Capirossi                    | Honda                       |
| 2005  | Valentino Rossi             | Yamaha      | Marco Melandri                  | Nicky Hayden                       | Yamaha                      |
| 2004  | Valentino Rossi             | Yamaha      | Sete Gibernau                   | Max Biaggi                         | Honda                       |
| 2003  | Valentino Rossi             | Honda       | Sete Gibernau                   | Max Biaggi                         | Honda                       |
| 2002  | Valentino Rossi             | Honda       | Max Biaggi                      | Tohru Ukawa                        | Honda                       |
| 2001  | Valentino Rossi             | Honda       | Max Biaggi                      | Loris Capirossi                    | Honda                       |
| 2000  | Kenny Roberts Jr.           | Suzuki      | Valentino Rossi                 | Max Biaggi                         | Yamaha                      |
| 1999  | Àlex Crivillé               | Honda       | Kenny Roberts Jr.               | Tadayuki Okada                     | Honda                       |
| 1998  | Michael Doohan              | Honda       | Max Biaggi                      | Àlex Crivillé                      | Honda                       |
| 1997  | Michael Doohan              | Honda       | Tadayuki Okada                  | Nobuatsu Aoki                      | Honda                       |
| 1996  | Michael Doohan              | Honda       | Àlex Crivillé                   | Luca Cadalora                      | Honda                       |
| 1995  | Michael Doohan              | Honda       | Daryl Beattie                   | Luca Cadalora                      | Honda                       |
| 1994  | Michael Doohan              | Honda       | Luca Cadalora                   | John Kocinski                      | Honda                       |
| 1993  | Kevin Schwantz              | Suzuki      | Wayne Rainey                    | Daryl Beattie                      | Yamaha                      |
| 1992  | Wayne Rainey                | Yamaha      | Michael Doohan                  | John Kocinski                      | Honda                       |
| 1991  | Wayne Rainey                | Yamaha      | Michael Doohan                  | Kevin Schwantz                     | Yamaha                      |
| 1990  | Wayne Rainey                | Yamaha      | Kevin Schwantz                  | Michael Doohan                     | Yamaha                      |
| 1989  | Eddie Lawson                | Honda       | Wayne Rainey                    | Christian Sarron                   | Honda                       |
| 1988  | Eddie Lawson                | Yamaha      | Wayne Gardner                   | Wayne Rainey                       | Yamaha                      |
| 1987  | Wayne Gardner               | Honda       | Randy Mamola                    | Eddie Lawson                       | Yamaha                      |
| 1986  | Eddie Lawson                | Yamaha      | Wayne Gardner                   | Randy Mamola                       | Yamaha                      |
| 1985  | Freddie Spencer*            | Honda       | Eddie Lawson                    | Christian Sarron                   | Honda                       |
| 1984  | Eddie Lawson                | Yamaha      | Randy Mamola                    | Raymond Roche                      | Honda                       |
| 1983  | Freddie Spencer             | Honda       | Kenny Roberts                   | Randy Mamola                       | Honda                       |
| 1982  | Franco Uncini               | Suzuki      | Graeme Crosby                   | Freddie Spencer                    | Suzuki                      |
| 1981  | Marco Lucchinelli           | Suzuki      | Randy Mamola                    | Kenny Roberts                      | Suzuki                      |
| 1980  | Kenny Roberts               | Yamaha      | Randy Mamola                    | Marco Lucchinelli                  | Suzuki                      |
| 1979  | Kenny Roberts               | Yamaha      | Virginio Ferrari                | Barry Sheene                       | Suzuki                      |
| 1978  | Kenny Roberts               | Yamaha      | Barry Sheene                    | Johnny Cecotto                     | Suzuki                      |
| 1977  | Barry Sheene                | Suzuki      | Steve Baker                     | Pat Hennen                         | Suzuki                      |
| 1976  | Barry Sheene                | Suzuki      | Teuvo Länsivuori                | Pat Hennen                         | Suzuki                      |
| 1975  | Giacomo Agostini            | Yamaha      | Phil Read                       | Hideo Kanaya                       | Yamaha                      |
| 1974  | Phil Read                   | MV Agusta   | Franco Bonera                   | Teuvo Länsivuori                   | Yamaha                      |
| 1973  | Phil Read                   | MV Agusta   | Kim Newcombe                    | Giacomo Agostini                   | MV Agusta                   |
| 1972  | Giacomo Agostini            | MV Agusta   | Alberto Pagani                  | Bruno Kneubühler                   | MV Agusta                   |
| 1971  | Giacomo Agostini            | MV Agusta   | Keith Turner                    | Rob Bron                           | MV Agusta                   |
| 1970  | Giacomo Agostini            | MV Agusta   | Ginger Molloy                   | Angelo Bergamonti                  | MV Agusta                   |
| 1969  | Giacomo Agostini            | MV Agusta   | Gyula Marsovsky                 | Godfrey Nash                       | MV Agusta                   |
| 1968  | Giacomo Agostini            | MV Agusta   | Jack Findlay                    | Gyula Marsovsky                    | MV Agusta                   |
| 1967  | Giacomo Agostini            | MV Agusta   | Mike Hailwood                   | John Hartle                        | MV Agusta                   |
| 1966  | Giacomo Agostini            | MV Agusta   | Mike Hailwood                   | Jack Findlay                       | Honda                       |
| 1965  | Mike Hailwood               | MV Agusta   | Giacomo Agostini                | Paddy Driver                       | MV Agusta                   |
| 1964  | Mike Hailwood               | MV Agusta   | Jack Ahearn                     | Phil Read                          | MV Agusta                   |
| 1963  | Mike Hailwood               | MV Agusta   | Alan Shepherd                   | John Hartle                        | MV Agusta                   |
| 1962  | Mike Hailwood               | MV Agusta   | Alan Shepherd                   | Phil Read                          | MV Agusta                   |
| 1961  | Gary Hocking†               | MV Agusta   | Mike Hailwood                   | Frank Perris                       | MV Agusta                   |
| 1960  | John Surtees†               | MV Agusta   | Remo Venturi                    | John Hartle                        | MV Agusta                   |
| 1959  | John Surtees†               | MV Agusta   | Remo Venturi                    | Bob Brown                          | MV Agusta                   |
| 1958  | John Surtees†               | MV Agusta   | John Hartle                     | Geoff Duke                         | MV Agusta                   |
| 1957  | Libero Liberati             | Gilera      | Bob McIntyre                    | John Surtees                       | Gilera                      |
| 1956  | John Surtees                | MV Agusta   | Walter Zeller                   | John Hartle                        | MV Agusta                   |
| 1955  | Geoff Duke                  | Gilera      | Reg Armstrong                   | Umberto Masetti                    | Gilera                      |
| 1954  | Geoff Duke                  | Gilera      | Ray Amm                         | Ken Kavanagh                       | Gilera                      |
| 1953  | Geoff Duke                  | Gilera      | Reg Armstrong                   | Alfredo Milani                     | Gilera                      |
| 1952  | Umberto Masetti             | Gilera      | Leslie Graham                   | Reg Armstrong                      | Norton                      |
| 1951  | Geoff Duke†                 | Norton      | Alfredo Milani                  | Umberto Masetti                    | Norton                      |
| 1950  | Umberto Masetti             | Gilera      | Geoff Duke                      | Leslie Graham                      | Norton                      |
| 1949  | Leslie Graham               | AJS         | Nello Pagani                    | Arciso Artesiani                   | AJS                         |

## Według liczby zdobytych tytułów mistrza świata motocyklistów
| Motocyklista      | Łącznie | Sezon                                          |
| ----------------- | ------- | ---------------------------------------------- |
| Giacomo Agostini  | 8       | 1966, 1967, 1968, 1969, 1970, 1971, 1972, 1975 |
| Valentino Rossi   | 7       | 2001, 2002, 2003, 2004, 2005, 2008, 2009       |
| Marc Márquez      | 6       | 2013, 2014, 2016, 2017, 2018, 2019             |
| Michael Doohan    | 5       | 1994, 1995, 1996, 1997, 1998                   |
| Geoff Duke        | 4       | 1951, 1953, 1954, 1955                         |
| John Surtees      | 4       | 1956, 1958, 1959, 1960                         |
| Mike Hailwood     | 4       | 1962, 1963, 1964, 1965                         |
| Eddie Lawson      | 4       | 1984, 1986, 1988, 1989                         |
| Kenny Roberts     | 3       | 1978, 1979, 1980                               |
| Wayne Rainey      | 3       | 1990, 1991, 1992                               |
| Jorge Lorenzo     | 3       | 2010, 2012, 2015                               |
| Umberto Masetti   | 2       | 1950, 1952                                     |
| Phil Read         | 2       | 1973, 1974                                     |
| Barry Sheene      | 2       | 1976, 1977                                     |
| Freddie Spencer   | 2       | 1983, 1985                                     |
| Casey Stoner      | 2       | 2007, 2011                                     |
| Leslie Graham     | 1       | 1949                                           |
| Libero Liberati   | 1       | 1957                                           |
| Gary Hocking      | 1       | 1961                                           |
| Marco Lucchinelli | 1       | 1981                                           |
| Franco Uncini     | 1       | 1982                                           |
| Wayne Gardner     | 1       | 1987                                           |
| Kevin Schwantz    | 1       | 1993                                           |
| Àlex Crivillé     | 1       | 1999                                           |
| Kenny Roberts Jr. | 1       | 2000                                           |
| Nicky Hayden      | 1       | 2006                                           |
| Joan Mir          | 1       | 2020                                           |
| Fabio Quartararo  | 1       | 2021                                           |

## Według liczby zdobytych tytułów mistrza świata motocyklistów (konstruktorzy)
| Konstruktor | Liczba | Motocykliści |
| ----------- | ------ | --- |
| Honda       | 21     | Freddie Spencer (2), Wayne Gardner (1), Eddie Lawson (1), Michael Doohan (5), Àlex Crivillé (1), Valentino Rossi (3), Nicky Hayden (1), Casey Stoner (1), Marc Márquez (6) |
| MV Agusta   | 18     | John Surtees (4), Gary Hocking (1), Mike Hailwood (4), Giacomo Agostini (7), Phil Read (2)                                                                                 |
| Yamaha      | 18     | Giacomo Agostini (1), Kenny Roberts (3), Eddie Lawson (3), Wayne Rainey (3), Valentino Rossi (4), Jorge Lorenzo (3), Fabio Quartararo (1)                                  |
| Suzuki      | 7      | Barry Sheene (2), Marco Lucchinelli (1), Franco Uncini (1), Kevin Schwantz (1), Kenny Roberts Jr. (1), Joan Mir (1)                                                        |
| Gilera      | 6      | Umberto Masetti (2), Geoff Duke (3), Libero Liberati (1) |
| Norton      | 1      | Geoff Duke (1) |
| AJS         | 1      | Leslie Graham (1) |
| Ducati      | 1      | Casey Stoner (1) |

## Według liczby zdobytych tytułów mistrza świata konstruktorów
| Konstruktor | Łącznie | Sezony                                                                        |
| ----------- | ------- | ----------------------------------------------------------------------------- |
| Honda       | 25      | 1966, 1983–1985, 1992, 1994–1999, 2001–2004, 2006, 2008, 2011–2014, 2016–2019 |
| MV Agusta   | 16      | 1956, 1958–1965, 1967–1973                                                    |
| Yamaha      | 14      | 1974–1975, 1986–1988, 1990–1991, 1993, 2000, 2005, 2008–2010, 2015            |
| Suzuki      | 7       | 1976–1982                                                                     |
| Gilera      | 3(4)    | 1953–1955, 1957                                                               |
| Norton      | 3       | 1950–1952                                                                     |
| Ducati      | 3       | 2007, 2020, 2021                                                              |
| AJS         | 1       | 1949                                                                          |